# Werkgeversaansprakelijkheid
Met werkgeversaansprakelijkheid wordt algemeen bedoeld: een aansprakelijkheid van de werkgever ten overstaan van zijn werknemers.  De term heeft in België een bredere betekenis dan in Nederland. 

## Nederland
Aansprakelijkheidsgrond: artikel 7:658 Burgerlijk Wetboek (afgekort: BW)
Deze vorm van aansprakelijkheid heeft betrekking op de aansprakelijkheid van de werkgever voor een door een werknemer overkomen ongeval in de uitoefening van zijn werkzaamheden. Niet te verwarren met de aansprakelijkheid van de werkgever voor door zijn werknemers veroorzaakte schade (artikel 6:170 BW). Er dient sprake te zijn van ondergeschiktheid. In bepaalde gevallen vallen ook vrijwilligers en zzp'er (zelfstandigen zonder personeel) onder de strekking van deze aansprakelijkheid. Van belang is of de werkgever in het kader van de veiligheid alles heeft gedaan wat in alle redelijkheid van de werkgever verwacht mag worden. Denk daarbij aan veilige machines en beschermingsmiddelen, maar ook aan de juiste instructie en zelfs controle daarop. De werknemer kan in bij werkgeversaansprakelijkheid geen eigen schuld worden tegengeworpen, ondanks dat dit in merendeel van de bedrijfsongevallen wel het geval is. Er is veel jurisprudentie (uitspraken van rechters) over dit onderwerp.
Een aan vorenstaande verwante aansprakelijkheidsgrond die door de Hoge Raad is aangehaald betreft artikel 7:611 BW, dat het goed werkgeverschap betreft (en waar ook het goed werknemerschap is geregeld).
Pas betrekkelijk laat werd aansprakelijkheid voor arbeidsongevallen specifiek wettelijk geregeld. Tot die tijd werden claims na arbeidsongevallen beslecht door de algemene regels van het aansprakelijkheidsrecht, waarbij de werknemer vele juridische en praktische obstakels tegenkwam, zo was bijvoorbeeld voor 1919, het jaar waarin het arrest Lindenbaum/Cohen werd gewezen, een onwetmatige handeling van de werkgever vereist. Een gebrek aan werknemersbeschermende wetgeving leidde ertoe dat de werknemer vaak bot ving bij het aansprakelijk stellen van zijn werkgever, vooropgesteld dat de werknemer zijn werkgever al aansprakelijk durfde te stellen. Aan de arbeid verbonden risico’s dienden, zo was de algemene overtuiging in die tijd, nu eenmaal voor rekening van de werknemer te komen. In deze overtuiging kwam echter gaandeweg verandering. Hierdoor kwam het disfunctioneren van het aansprakelijkheidsrecht naar voren.   In 1901 resulteerde dit in de Ongevallenwet. In deze wet werd na een ongeval aan de werknemer het recht op een uitkering voor geneeskundige behandeling en gederfde inkomsten toegekend.
De premie voor deze verzekering was verschuldigd door de werkgever. Keerzijde hiervan was dat de werkgever niet langer civielrechtelijk aangesproken kon worden. In 1907 werd art. 7A: 1638x BW (oud), de voorloper van art. 7: 658 BW ingevoerd. Verandering in de civielrechtelijke positie van de werknemer bracht dit echter niet met zich mee. Door het in de ongevallenwet verankerde principe dat de werkgever niet civielrechtelijk kon worden aangesproken leidde dit artikel een nodeloos bestaan. Toen echter de ongevallenwet in 1967 werd vervangen door de WAO kwam aan de civielrechtelijke immuniteit van de werkgever een eind en kon hij aansprakelijk gesteld worden op basis van art. 7A: 1638x BW (oud). Vanaf dat moment heeft de Hoge Raad bescherming van de werknemer hoog in het vaandel.  Het leerstuk werkgeversaansprakelijkheid in de huidige zin, heeft dus pas ruim veertig jaar de tijd gehad om zich te ontwikkelen.

## België
In België maakt men veelal een onderscheid tussen:
- werkgeversaansprakelijkheid voor onrechtmatige daad van werknemers of hulppersonen
- werkgeversaansprakelijkheid voor arbeidsongevallen
- werkgeversaansprakelijkheid voor beroepsziekten